# Protohelius cisatlanticus
Protohelius cisatlanticus är en tvåvingeart som beskrevs av Alexander 1938. Protohelius cisatlanticus ingår i släktet Protohelius och familjen småharkrankar.
Artens utbredningsområde är Ecuador. Inga underarter finns listade i Catalogue of Life.